# Vuelo 4 de Avianca
El Vuelo 4 de Avianca fue un vuelo que se estrelló mientras cumplía el recorrido Cartagena-Bogotá el 14 de enero de 1966.

## El accidente
El avión, un Douglas C-54B-1-DO, venía de cumplir el vuelo Bogotá-Cartagena, y había llegado a Cartagena a las 19:57. A las 20:50 la aeronave recibió permiso para despegar del aeropuerto. El avión despegó y alcanzó a elevarse 70 pies (21 metros), pero comenzó inmediatamente a descender, estrellándose en el mar, a 1300 metros de la pista del aeropuerto. Solo 8 personas que se encontraban a bordo lograron salir de la aeronave y nadar hasta la costa
Después de 14 meses de investigación se llegó a la conclusión de que una posible falla en el motor, producida por un pobre mantenimiento e inadecuadas inspecciones, junto con un error involuntario del piloto, habrían sido los causantes del accidente